# Владимир Дашић
Владимир Дашић (Титоград, 13. мај 1988) је црногорски кошаркаш. Игра на позицијама крила и крилног центра.

## Каријера
Дашић је професионалну каријеру започео 2004. године у подгоричкој Будућности. Остао је у екипи Будућности до краја 2008/09. сезоне и са клубом је освојио три титуле првака Црне Горе и четири црногорска Купа.
У августу 2009. године је потписао вишегодишњи уговор са Реал Мадридом. Услед мале минутаже, Дашић је напустио Реал у фебруару 2010. када је прослеђен на позајмицу у Гран Канарију до краја сезоне. У октобру 2010. је потписао уговор са Виртусом из Рима. У јануару 2012. године окончао је сарадњу са Виртусом и прешао у љубљанску Олимпију.
У септембру 2012. потписао је за турски Бешикташ. Међутим, већ у децембру исте године је раскинуо уговор са истанбулским клубом услед мале минутаже. У марту 2013. потписао је уговор са Металцем из Ваљева како би наступао у Суперлиги Србије. Током јануара 2014. наступао је за Ал Ахли из Дубаија. У јулу 2014. се после пет година вратио у подгоричку Будућност и потписао уговор на 1+1 сезону. Међутим, у априлу 2015. је отпуштен. У јануару 2017. је потписао за АЕК из Ларнаке. У АЕК-у је провео неколико месеци, након чега је због теже повреде био без ангажмана све до децембра 2018. када је потписао за Задар. Играо је потом у Хрватској и за Шибенку.
Са репрезентацијом Црне Горе је играо на Европским првенствима 2011. и 2013. године.

## Успеси

### Клупски
- Будућност:
  - Првенство Црне Горе (3): 2006/07, 2007/08, 2008/09.
  - Куп Црне Горе (4): 2007, 2008, 2009, 2015.
- Унион Олимпија:
  - Куп Словеније (1): 2012.
- Бешикташ:
  - Суперкуп Турске (1): 2012.

### Репрезентативни
- Србија и Црна Гора:
  - Европско првенство до 18 година:  2005.
- Црна Гора:
  - Игре малих земаља Европе:  2015.